# Luzery
Luzery is een gehucht in de stad Bastenaken in de Belgische provincie Luxemburg. Het ligt in deelgemeente Noville, net ten noorden van het stadscentrum van Bastenaken.

## Geschiedenis
Het gehucht Luzery behoorde bij Bastogne, tot het in 1823 werd overgeheveld naar de gemeente Noville. In 1977 werd het met Noville weer bij Bastenaken ondergebracht.

## Verkeer en vervoer
Luzery ligt aan de N30 van Bastenaken naar Houffalize.
Deelgemeenten: Bastenaken · Bertogne ·Flamierge ·Longchamps · Longvilly · Noville · Villers-la-Bonne-Eau · Wardin

Overige dorpen: Al-Hez · Arloncourt · Benonchamps · Berhain · Bethomont · Bizory · Bourcy · Bras · Champs · Cobru · Compogne · Fagnoux · Fays · Flamisoul · Foy · Frenet · Gives · Givroulle · Givry · Hardigny · Harzy · Hemroulle · Horritine · Isle-la-Hesse · Isle-le-Pré · Livarchamps · Losange · Lutrebois · Lutremange · Luzery · Mande-Saint-Étienne · Mageret · Marenwez · Marvie · Michamps · Moinet · Monaville · Mont · Neffe · Oubourcy · Rachamps · Recogne · Remoifosse · Rolley · Rouette · Roumont · Salle · Savy · Senonchamps · Troismont · Tronle · Vaux · Wicourt · Wigny · Withimont

Belgische gemeenten · Arrondissement Aarlen · Luxemburg · Wallonië